# SAIC GM Wuling

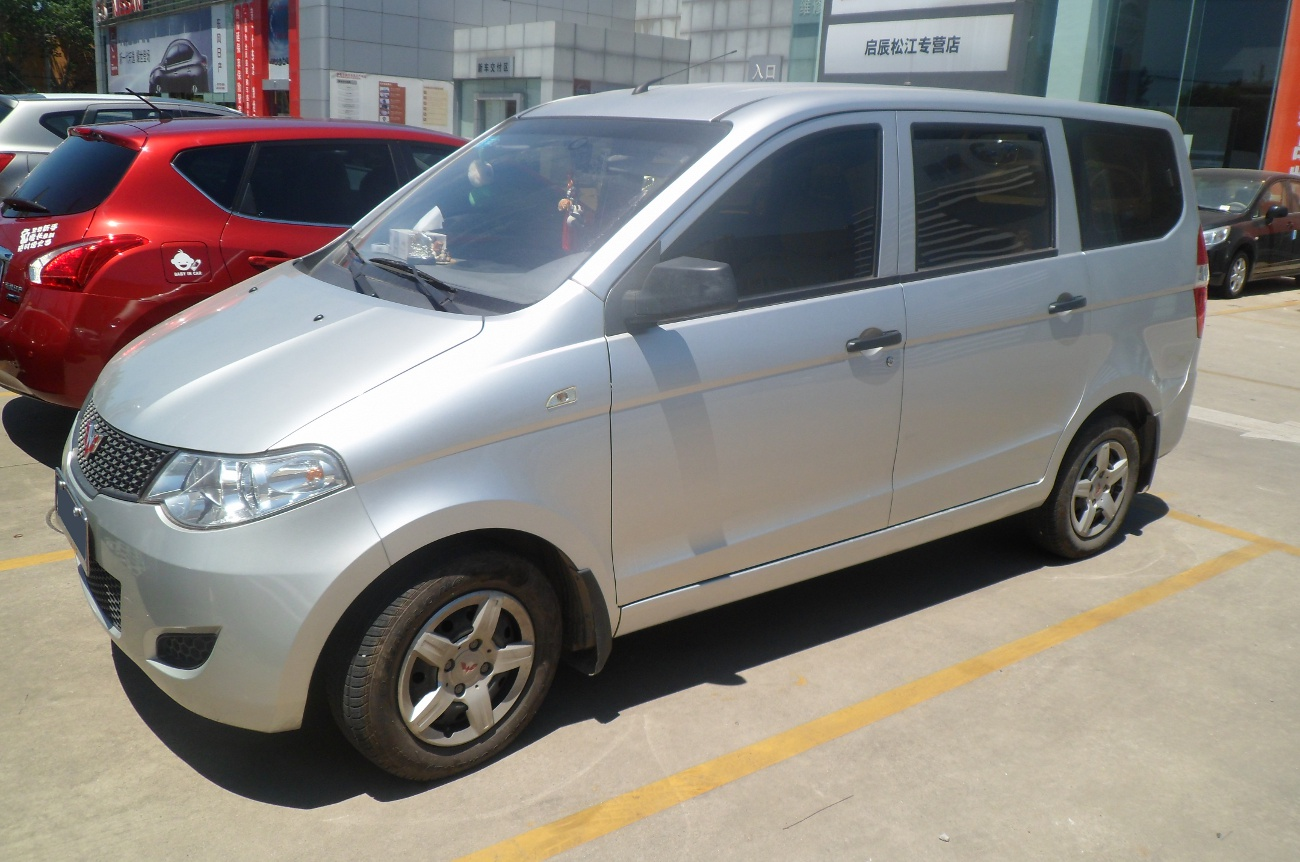
Wuling Hongguang der Marke Wuling

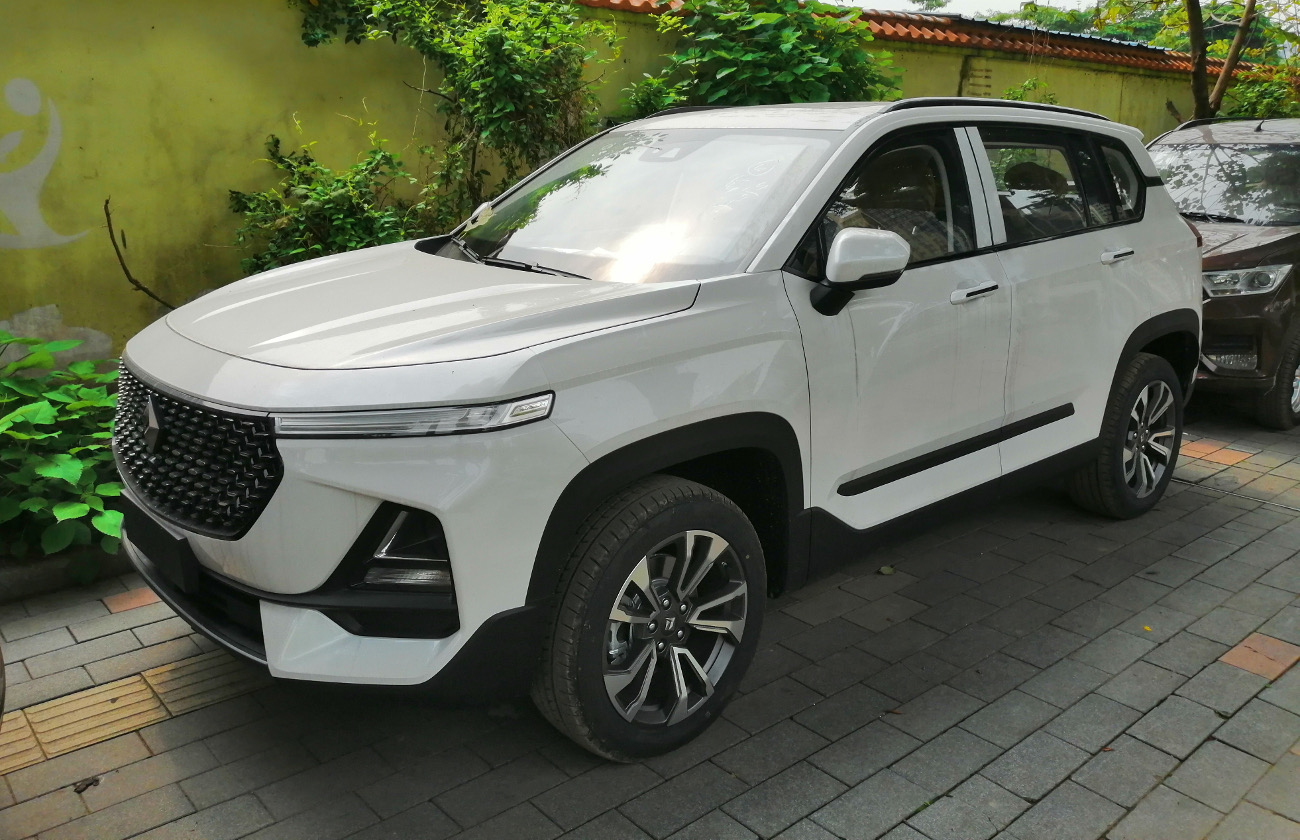
Baojun RS-5 der Marke Baojun

SAIC GM Wuling, kurz SGMW, ist ein Hersteller von Automobilen aus der Volksrepublik China. Andere Quellen nennen SAIC-GM-Wuling Automobile, SAIC-GM Wuling Automobile und Shanghai-GM Wuling Automobile.

## Vorgeschichte
1958 wurde Liuzhou Power Machining Factory in Liuzhou gegründet. Daraus wurde 1966 Liuzhou Tractor Factory, 1985 Liuzhou Mini Vehicle Factory und 1998 Liuzhou Wuling Automobile. Diese Unternehmen stellten Traktoren und ab 1982 Pick-ups der Marke Liuzhou her. 1991 kamen kleine Nutzfahrzeuge und Personenkraftwagen der Marke Wuling dazu. Im Januar 2001 übernahm SAIC Motor große Anteile am Unternehmen und benannte es in SAIC Wuling Automobile um. Das heutige Unternehmen gibt dagegen den 19. Juli 2001 als Gründungsdatum dieser Gesellschaft an.

## Unternehmensgeschichte
Im November 2002 kam es zu einer Neugründung. Das Unternehmen selbst sowie Bloomberg L.P. nennen den 18. November 2002. Beteiligt waren SAIC mit 50,1 %, General Motors mit 34 % und Liuzhou Wuling Automobile mit den restlichen 15,9 %. Eine andere Quelle gibt an, dass es General Motors China war. Nach Angaben von General Motors China galten im Juli 2020 die folgenden Anteile: 50,1 % SAIC Motor, 44 % General Motors China und 5,9 % Guangxi Automobile Group (vorher Wuling).

## Fahrzeugmarken
Das Unternehmen nutzt weiterhin den bereits eingeführten Markennamen Wuling. 2010 wurde die Eigenmarke Baojun eingeführt.